# Bahnhof Harajuku
Der Bahnhof Harajuku (jap. 原宿駅, Harajuku-eki) ist ein Bahnhof in der japanischen Hauptstadt Tokio. Er wird von der Bahngesellschaft JR East betrieben und befindet sich im Zentrum des Bezirks Shibuya. Benannt ist er nach dem östlich angrenzenden Gebiet Harajuku.

## Verbindungen
Harajuku ist ein Zwischenbahnhof an der Yamanote-Linie von JR East. Sie verläuft ringförmig um die gesamte Tokioter Innenstadt und gehört zu den am intensivsten genutzten Bahnstrecken der Welt. Nahverkehrszüge fahren – in beiden Richtungen – tagsüber alle fünf Minuten, während der Hauptverkehrszeit alle drei bis vier Minuten.
Der U-Bahnhof Meiji-jingūmae der Tokyo Metro liegt in der Nähe des Bahnhofs und wird von der Chiyoda-Linie sowie der Fukutoshin-Linie der U-Bahn Tokio bedient. Er wird auf Netzspinnen meistens als Umsteigeknoten markiert. Die Bahnhöfe verfügen über getrennte Zugänge, ein direktes Umsteigen ist deshalb nicht möglich. In unmittelbarer Nähe des Bahnhofs Harajuku befinden sich zwei Bushaltestellen. Sie werden von einer Linie des städtischen Verkehrsbetriebs Toei Bus und von zwei Quartierbuslinien der Bezirksverwaltung Shibuya bedient.

## Anlage
Der Bahnhof steht an der Grenze der Stadtteile Yoyogi-Kamizonochō im Westen und Jingūmae im Osten, die beide zum Bezirk Shibuya gehören. Harajuku ist eine häufig vorkommende alternative Bezeichnung für das Gebiet östlich des Bahnhofs, wird aber seit 1965 nicht mehr als offizielle Postadresse verwendet. Unmittelbar westlich des Bahnhofs erstreckt sich der Yoyogi-Park mit dem Meiji-Schrein, erreichbar über eine Brücke. Über den nördlichen Ausgang erreicht man die Takeshita-dōri, eine Fußgängern vorbehaltene Einkaufsstraße, die vor allem bei Jugendlichen sehr beliebt ist und zu den Hauptattraktionen des Bezirks gehört. Südlich der Takeshita-dōri, unmittelbar vor dem Südausgang des Bahnhofs, beginnt die Omotesandō, die zuweilen auch „Tokios Champs-Élysées“ genannt wird. Ihre Pracht begründet sich zum einen aus der zweispurig angelegten Allee als auch aus der Tatsache, dass hier viele teure Modelabels Flagship-Stores eingerichtet haben. Ebenfalls in Bahnhofnähe befinden sich das Yoyogi-Nationalstadion und der Tōgō-Schrein.
Die von Norden nach Süden ausgerichtete Anlage umfasst vier Gleise, von denen die beiden westlichen den hier haltenden Nahverkehrszügen dienen. Sie liegen an zwei überdachten Seitenbahnsteigen, die über zwei Unterführungen und eine gedeckte Fußgängerbrücke in der Mitte mit der Durchgangsstraße Meiji-dōri an der Ostseite verbunden sind. Das im Jahr 2020 fertiggestellte Empfangsgebäude, eine moderne Stahl-Glas-Konstruktion mit zwei Stockwerken, steht bei der südlichen Unterführung. Die Fußgängerbrücke ist Teil des Vorgängerbaus von 1924, der zuletzt das älteste noch in Betrieb befindliche hölzerne Bahnhofgebäude im Großraum Tokio war. Es wird zurzeit (2022) rekonstruiert, um den verschärften Brandschutzbestimmungen zu genügen. Das östliche Gleispaar besitzt keine eigenen Bahnsteige; hier fahren die Züge der Shōnan-Shinjuku-Linie und der Saikyō-Linie ohne Halt durch.
Im Fiskaljahr 2019 nutzten durchschnittlich 72.579 Fahrgäste täglich den Bahnhof.

## Bilder

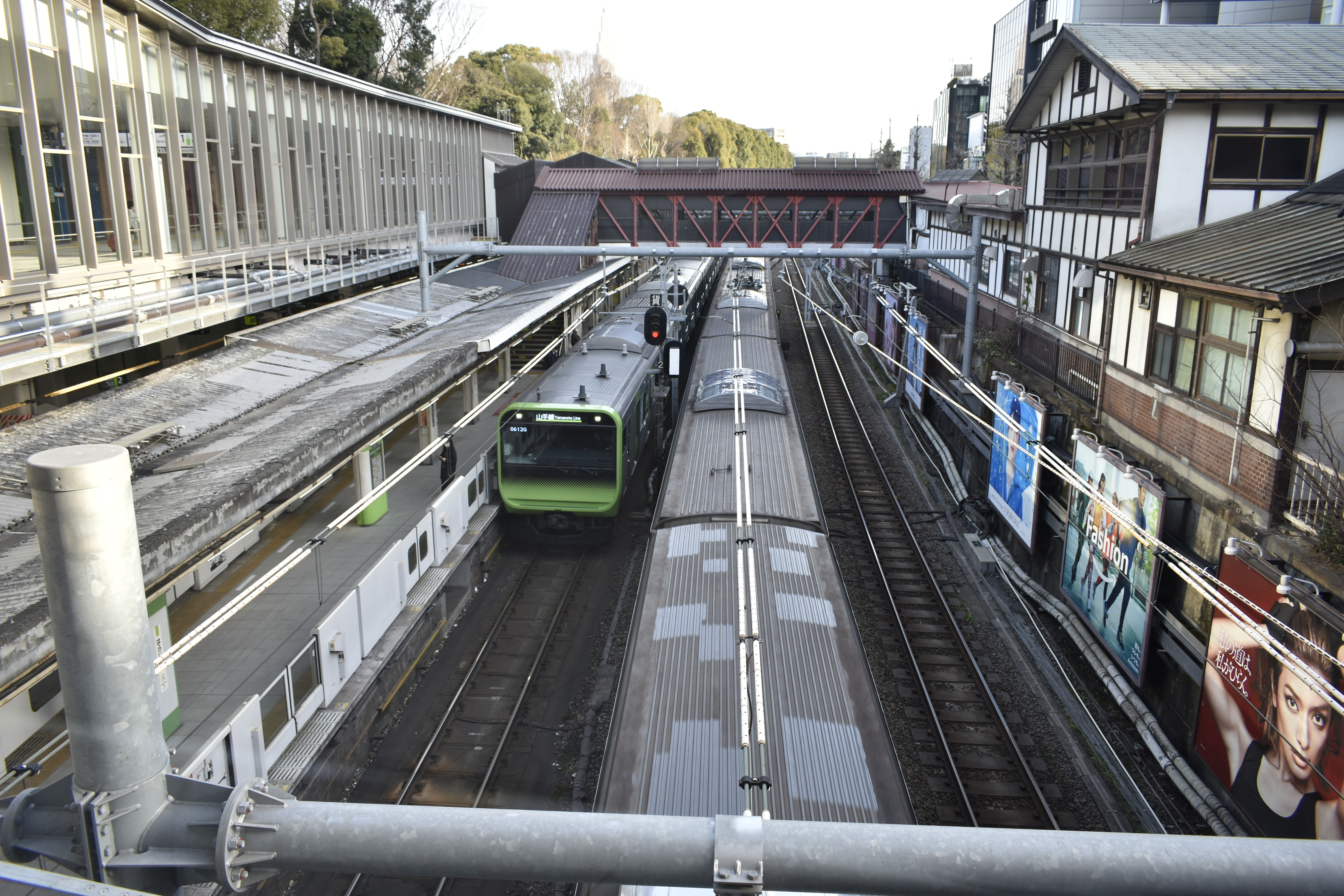
Ansicht der Gleise
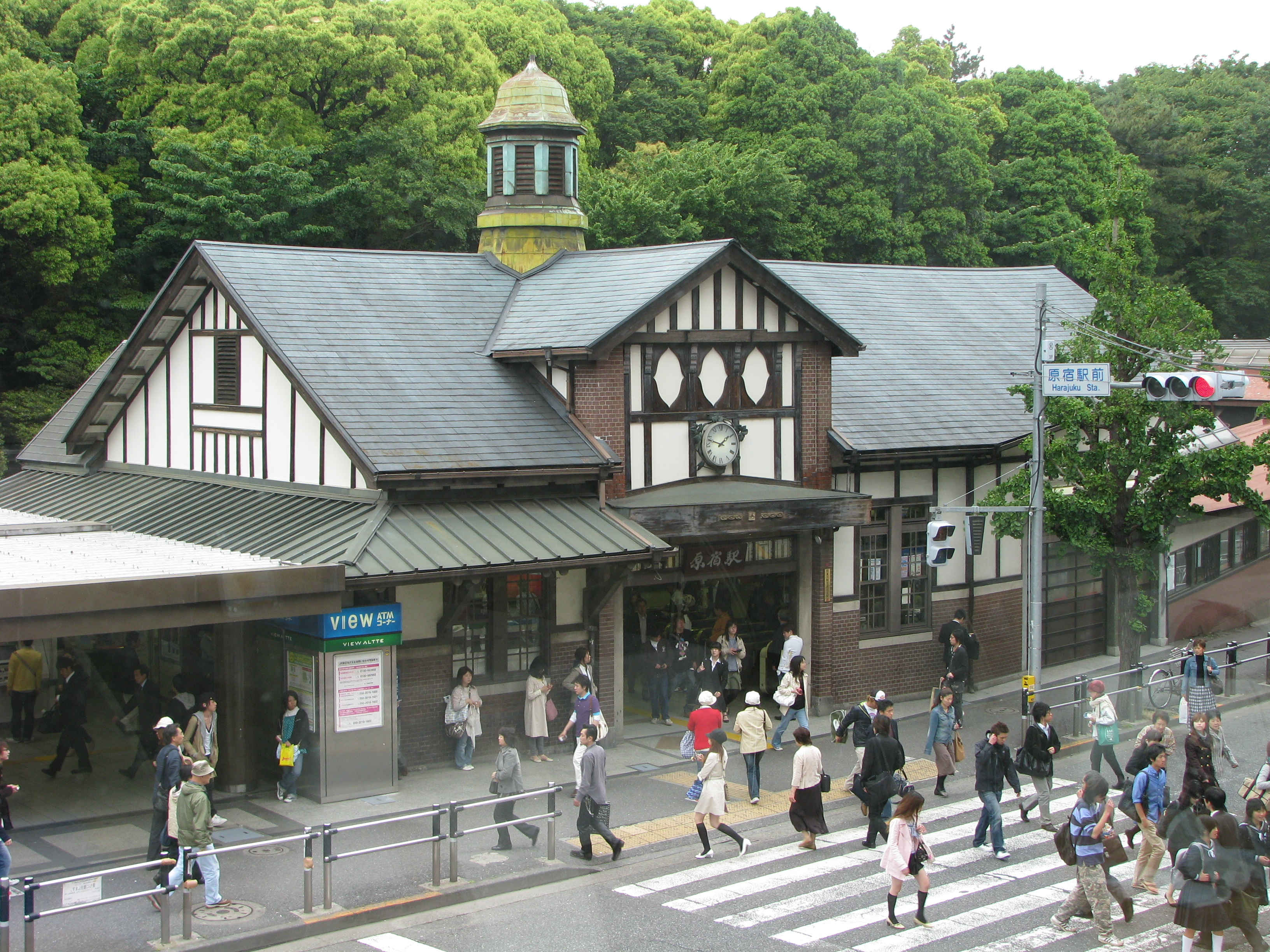
Das bis März 2020 genutzte Empfangsgebäude, erbaut 1924
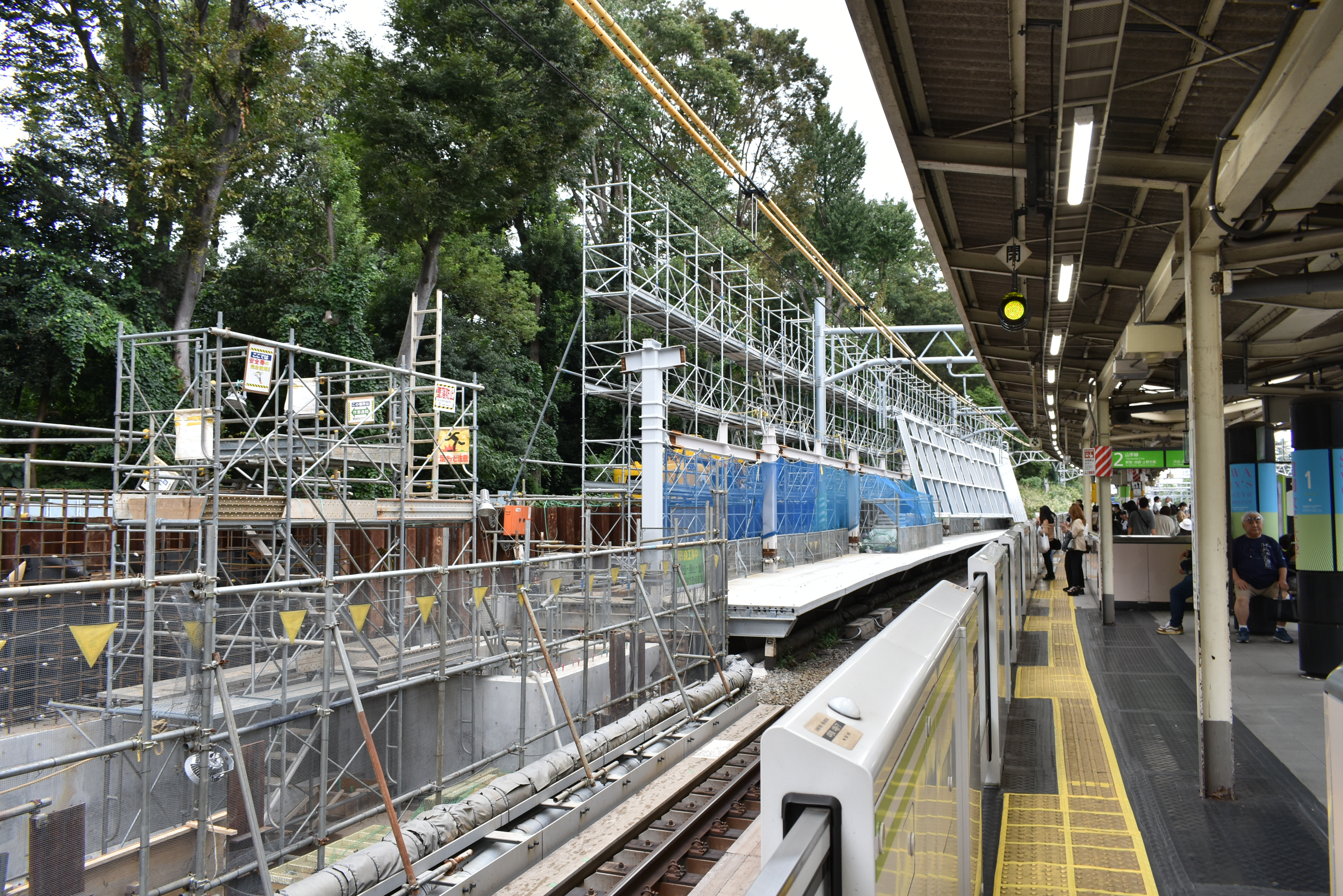
Umbauarbeiten (2019)

## Gleise
| 1 | ▉ Yamanote-Linie | Shibuya • Shinagawa • Shimbashi • Tokio |
| 2 | ▉ Yamanote-Linie | Shinjuku • Ikebukuro • Tabata • Ueno    |

## Linien
| Verlauf der Yamanote-Linie |
| --- |
| Shinagawa • Ōsaki • Gotanda • Meguro • Ebisu • Shibuya • Harajuku • Yoyogi • Shinjuku • Shin-Ōkubo • Takadanobaba • Mejiro • Ikebukuro • Ōtsuka • Sugamo • Komagome • Tabata • Nishi-Nippori • Nippori • Uguisudani • Ueno • Okachimachi • Akihabara • Kanda • Tokyo • Yūrakuchō • Shimbashi • Hamamatsuchō • Tamachi • Takanawa Gateway • Shinagawa |

## Geschichte
1885 eröffnete die Nippon Tetsudō, Japans erste private Bahngesellschaft, eine Strecke entlang dem damaligen westlichen Stadtrand von Tokio. Sie führte von Shinagawa nach Akabane und verband die Tōkaidō-Hauptlinie mit der Tōhoku-Hauptlinie; seit 1909 ist sie Teil der heutigen Yamanote-Linie. Zwei Jahrzehnte lang fuhren Züge in Harajuku ohne Halt durch. Am 30. Oktober 1906 nahm die Nippon Tetsudō den Bahnhof Harajuku für Personen- und Güterverkehr in Betrieb; dieser lag etwas näher an Yoyogi als der heutige. Nur zwei Tage später, am 1. November, ging der Bahnhof in staatlichen Besitz über. Am 24. Mai 1914 fand auf dem benachbarten Yoyogi-Militärübungsgelände die offizielle Trauerfeier für Kaiserin Shōken statt. Zu diesem Zweck verlegte man südlich des Bahnhofs ein Anschlussgleis und richtete für den Begräbniszug eine provisorische Haltestelle ein. Das staatliche Eisenbahnamt (das spätere Eisenbahnministerium) baute im Dezember 1914 nördlich des Bahnhofs ein provisorisches Unterwerk und nutzte es bis November 1922.
Um die Errichtung des Meiji-Schreins zu erleichtern, entstand im Januar 1916 ein weiteres provisorisches Anschlussgleis, sodass mit Baumaterialien beladene Güterzüge bis vor die Baustelle fahren konnten. Nach der Einweihung des Schreins am 1. November 1920 baute man auch dieses Gleis wieder ab. Am 12. Juli 1922 wurde die Yamanote-Linie auf dem Abschnitt zwischen Shibuya und Harajuku zweigleisig ausgebaut, der daran anschließende Doppelspurabschnitt nach Shin-Ōkubo folgte im Dezember 1924. Im Zuge dieses Ausbaus verlegte das Eisenbahnministerium den Bahnhof Harajuku an seinen heutigen Standort und nahm den Neubau im Juni 1924 in Betrieb. Der hölzerne Fachwerkbau im Stil eines englischen Landhauses besitzt ein Satteldach, weiß gestrichene Wände und ein Türmchen mit Wetterfahne. Er ermöglichte einen besseren Zugang zum Meiji-Schrein und entwickelte sich zu einer bekannten Sehenswürdigkeit. Das Eisenbahnministerium stellte den Güterumschlag am 1. Februar 1941 ein, seither ist Harajuku ein reiner Personenbahnhof. Während eines Luftangriffs im Pazifikkrieg fiel eine Bombe am 14. April 1945 auf das Empfangsgebäude, explodierte aber nicht und verursachte deshalb nur geringfügige Schäden. Im Rahmen der Staatsbahnprivatisierung ging der Bahnhof am 1. April 1987 in den Besitz der neuen Gesellschaft JR East über.
Im Juni 2016 kündigte JR East den Bau eines neuen Bahnhofgebäudes neben dem bestehenden an, da das ältere Bauwerk von 1924 zunehmend überlastet sei und auch nicht mehr den Bestimmungen bezüglich Brandschutz und Erdbebensicherheit genüge. Die Bauarbeiten begannen im September desselben Jahres und der Neubau wurde am 21. März 2020 eröffnet. Ursprünglich verfügte der Bahnhof über einen beengten Mittelbahnsteig; hinzu kam seit 1940 ein Behelfsbahnsteig in Richtung Shinjuku, der bei Großveranstaltungen genutzt wurde. Beim Umbau hob man den Behelfsbahnsteig auf und wandelte ihn in einen breiten Seitenbahnsteig um. Im August 2020 begann der Rückbau des hölzernen Vorgängerbaus. Nach Protesten der Bevölkerung und Verhandlungen mit den Bezirksbehörden hatte sich JR East dazu bereit erklärt, die originalen Baumaterialien so weit wie möglich wiederzuverwenden, damit das historische Erscheinungsbild weitgehend erhalten bleibt. Allerdings wird das rekonstruierte Gebäude keine Verkehrsfunktion mehr haben und ausschließlich kommerziell genutzt werden.

## Kaiserlicher Sonderbahnsteig

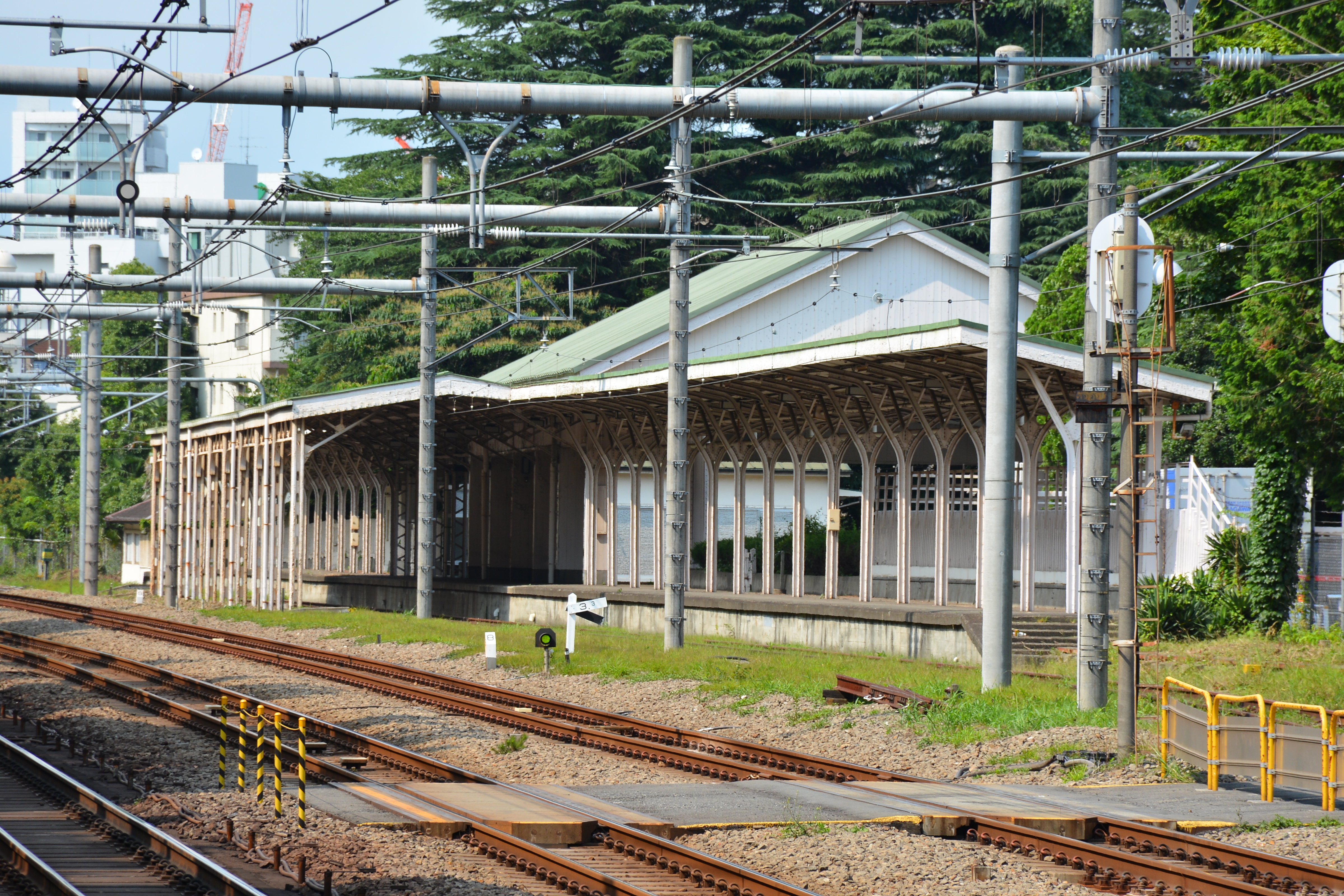
Der kaiserliche Sonderbahnsteig im Juni 2015

Ein Sonderbahnsteig für den kaiserlichen Hofzug befindet sich seit 1925 nördlich des Personenbahnhofs. Er ist so platziert, dass das davor liegende Gleis von den ehemaligen Gütergleisen (heute von der Shōnan-Shinjuku-Linie und der Saikyō-Linie genutzt) abzweigt und betrieblich nicht mit der Yamanote-Linie in Berührung kommt. Die Bahnsteiglänge beträgt 171 Meter, das abzweigende Gleis ist 217 Meter lang. Das bewusst unauffällig gestaltete Empfangsgebäude umfasst einen ehemaligen Stellwerkraum, einen Warteraum und einen Raum für Gäste; das Dach besteht aus wiederverwendeten Schienen. Grund für die schlichte Erscheinung war die Tatsache, dass man den schlechter werdenden Gesundheitszustand von Kaiser Taishō so gut wie möglich vor der Öffentlichkeit verbergen wollte. Er selbst nutzte den Bahnsteig vor seinem Tod nur ein einziges Mal. Sein Sohn Hirohito fuhr hier mehrmals jährlich ab, um zu verschiedenen kaiserlichen Residenzen zu reisen. Kaiser Akihito nutzte den Bahnsteig letztmals am 21. Mai 2001, denn nach der Betriebsaufnahme der Shōnan-Shinjuku-Linie gab es schlicht keine freie Kapazität mehr. Seither fahren die Hofzüge vom Bahnhof Tokio ab. Die Weichen sind nicht mehr in Betrieb und die rostenden Schienen sind überwuchert.